# 五教堂
五教堂，位于安徽绩溪县县城华阳镇东大街70号，原为葛氏住宅。它是绩溪县城唯一幸存的明代民居，为刘敦桢教授发现。南北轴线布局，前中后三进厅。建筑面积303平方米。中厅做工精美，梁驮雕刻成朵朵莲花。
1986年9月1日，葛氏住宅公布为绩溪县文物保护单位。1998年5月4日，五教堂公布为安徽省文物保护单位。